# Astrawerke
Die Astrawerke AG in Chemnitz war ein deutsches Unternehmen, das vor allem Rechen- und Buchungsmaschinen produzierte. Nach 1945 führten der VEB Buchungsmaschinenwerk Karl-Marx-Stadt bzw. die Robotron Ascota AG seine Tradition fort und produzierten später auch Bürocomputer und Anlagen zur elektronischen Datenverarbeitung.

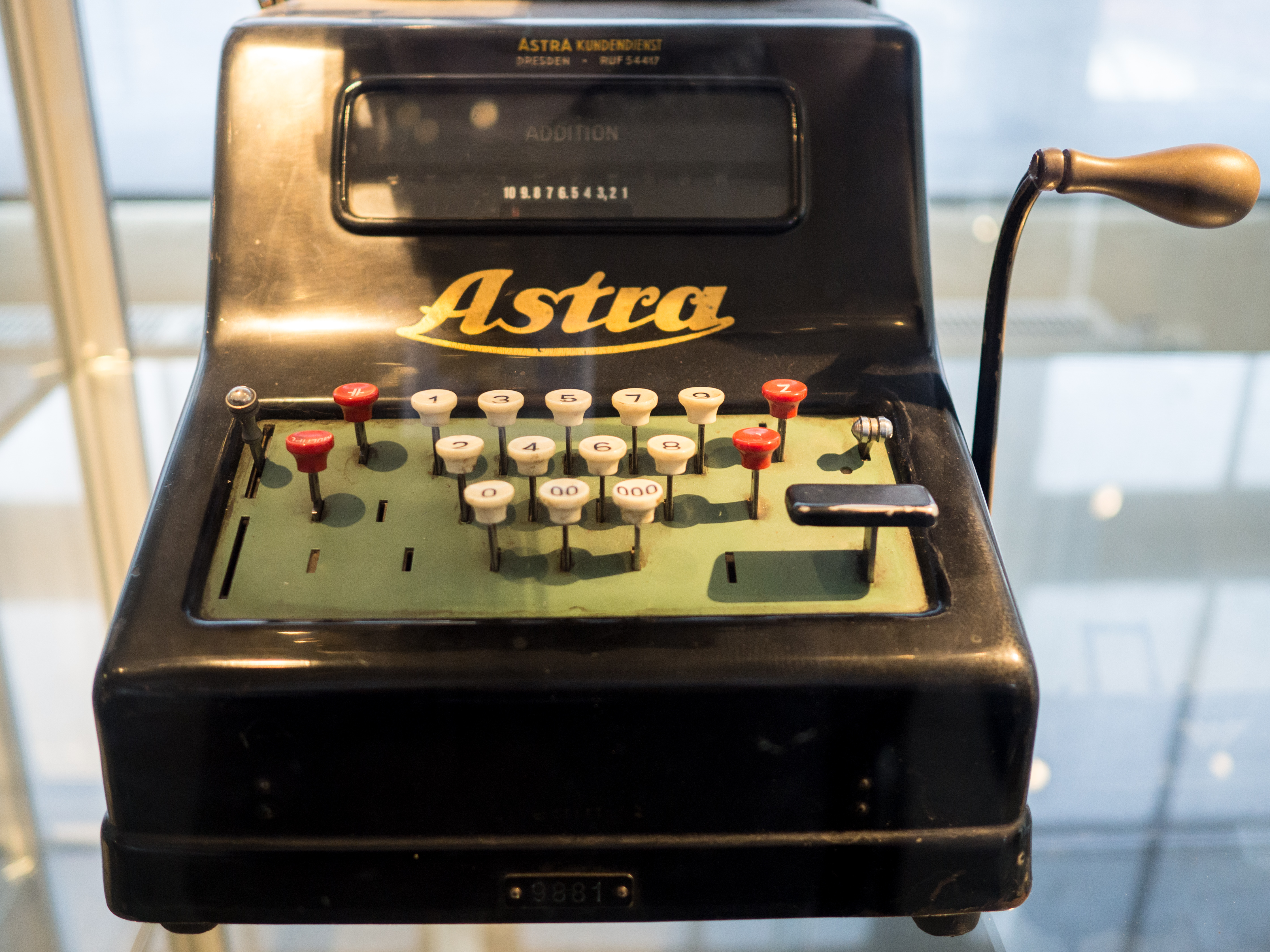
Rechenmaschine Astra Modell B (um 1922) in den Technischen Sammlungen Dresden

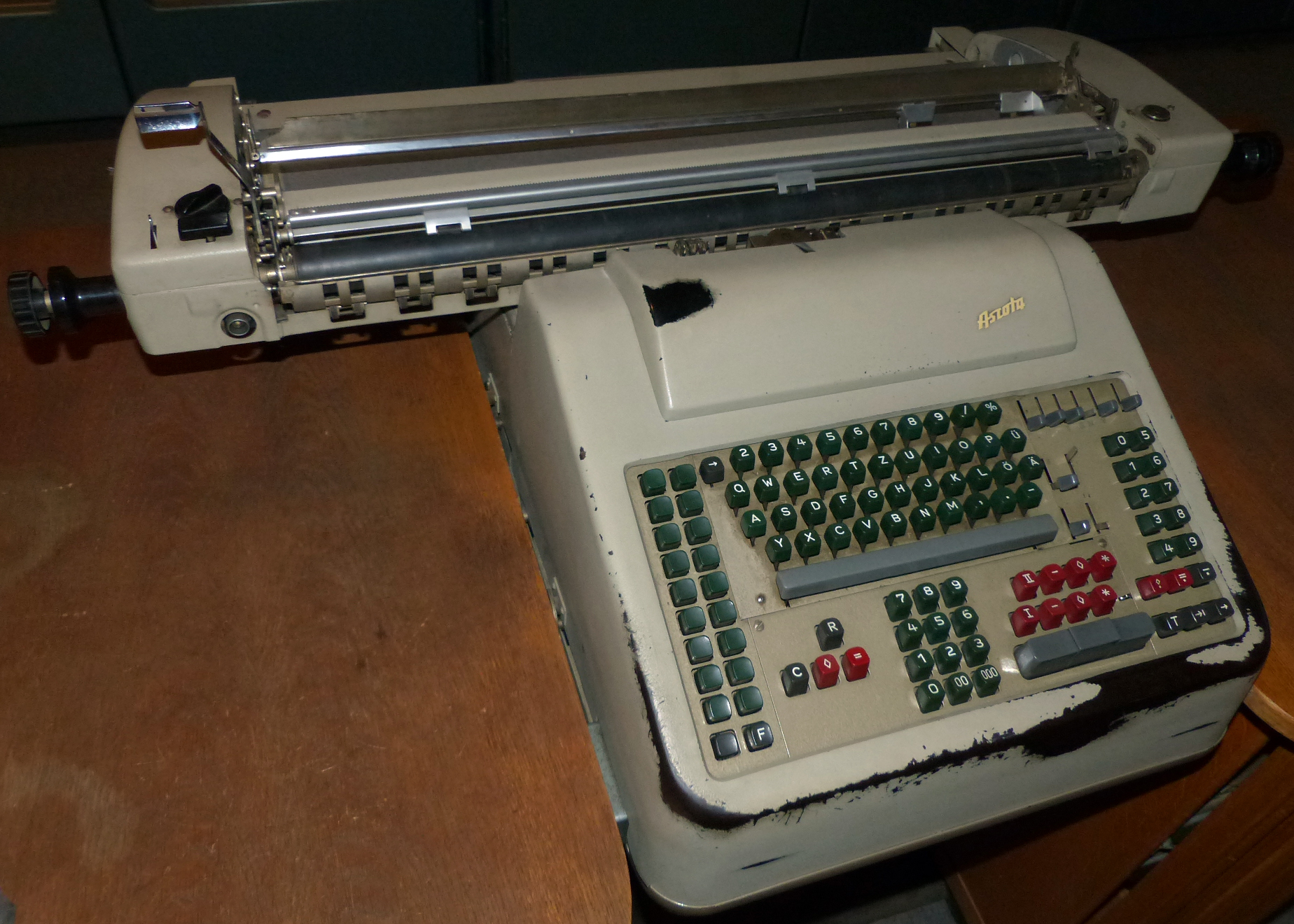
Buchungsmaschine Ascota, Klasse 170/15 (um 1960) in den Technischen Sammlungen Dresden

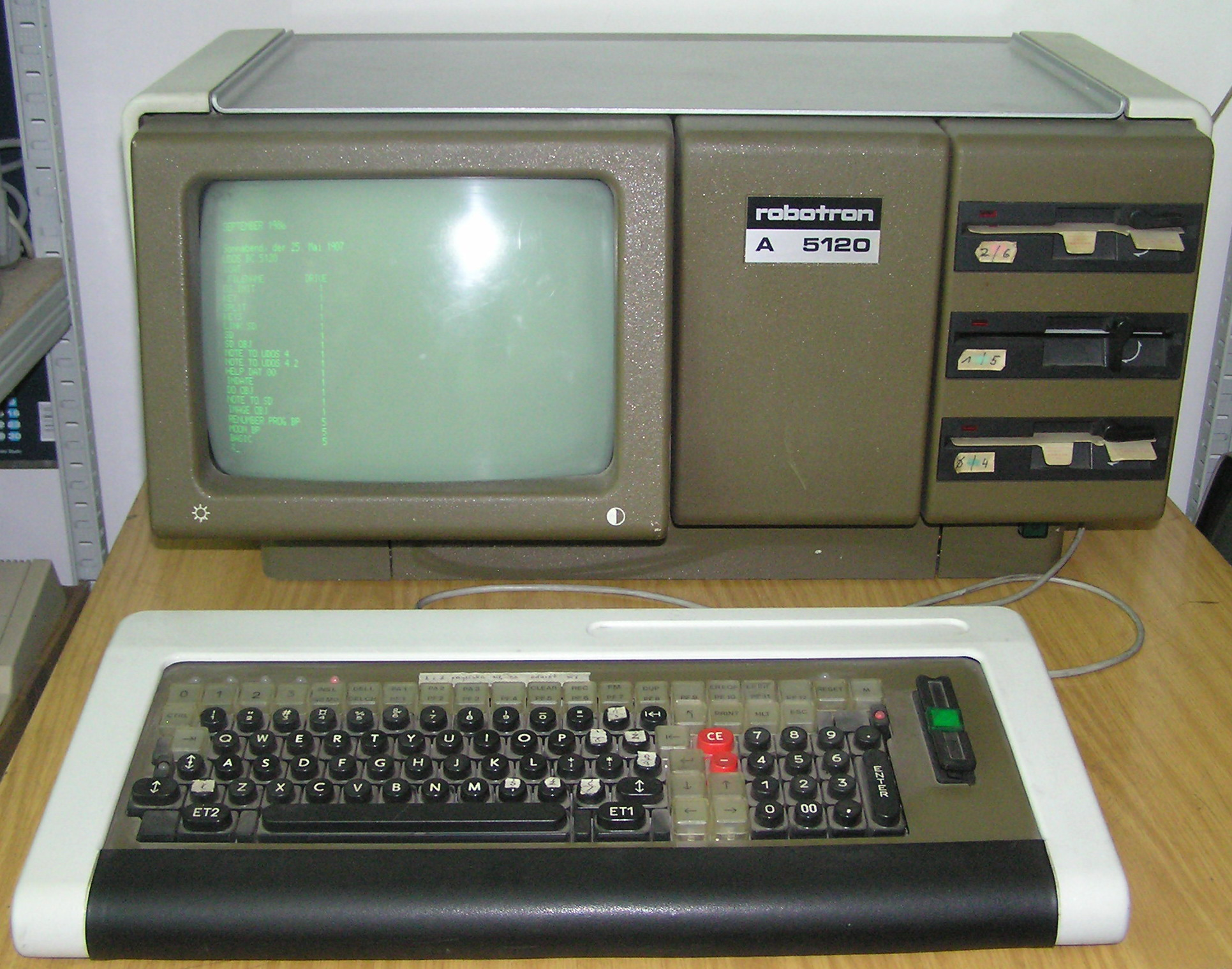
Robotron A 5120

## Geschichte
1919 eröffnete John Greve (1880–1967), der zuvor zehn Jahre lang Chefkonstrukteur bei den Wanderer-Werken gewesen war, eine eigene Mechanikerwerkstatt in der Chemnitzer Innenstadt und begann mit der Entwicklung einer neuen Rechenmaschine, der späteren Astra Modell A. 1921 gründete er mit finanzieller Unterstützung des Bankiers Wilhelm Nicolaus Dannhof die Astrawerke AG und begann mit der Produktion. Seit Ende der 1920er Jahre galt die Astrawerke AG als Marktführer für Buchungsmaschinen in Europa, die Belegschaft wuchs von 175 im Jahr 1923 auf über 2600 im Jahr 1944. Im Zweiten Weltkrieg produzierte die Astrawerke AG zunehmend auch Rüstungsgüter, beschäftigten Zwangsarbeiter aus dem KZ Flossenbürg; bei Luftangriffen wurden die Produktionsanlagen teilweise zerstört.
Nach Kriegsende wurde die Astrawerke AG zunächst unter Treuhandverwaltung gestellt, enteignet und 1948 als Volkseigener Betrieb (VEB) verstaatlicht. Unternehmensgründer Greve ging in den Westen und versuchte dort einen Neuanfang mit der Exacta Büromaschinen GmbH in Köln, die 1960 von den mittlerweile in München ansässigen Wanderer-Werken übernommen und 1968 zum industriellen Kern der Nixdorf Computer AG wurde.
Der Chemnitzer Betrieb wurde 1953 vorübergehend mit der Büromaschinenabteilung der früheren Wanderer-Werke zum VEB Büromaschinenwerk Chemnitz zusammengelegt, bereits ein Jahr später aber wieder getrennt und fortan als VEB Buchungsmaschinenwerk Karl-Marx-Stadt fortgeführt. 1955 begann die Fertigung der Buchungsmaschine Klasse 170, die bis 1983 über 300.000 Mal hergestellt und in über 100 Länder exportiert wurde. Nachdem Greve in jahrelangem Rechtsstreit das Recht an der Wortmarke Astra für sich erstritten hatte, wurden die Chemnitzer Produkte ab 1959 unter der neuen Marke Ascota (aus Astra und Continental, der früheren Büromaschinen-Marke der Wanderer-Werke) vertrieben.
Anfang der 1970er Jahre erreichte die Belegschaft ihren Höchststand von 10.386 Beschäftigten. Ab 1969 gehörte der Betrieb zum Kombinat Zentronik und nach dessen Auflösung ab 1978 zum Kombinat Robotron. In der Folge wurde die Produktion schrittweise auf Bürocomputer wie den A 5120 oder EC 1834, Rechnerkomponenten und Zubehörgeräte wie z. B. Diskettenlaufwerke umgestellt.
Nach der Wende in der DDR wurde das Buchungsmaschinenwerk 1990 in die Robotron Ascota AG umgewandelt und zwischen 1991 und 1993 liquidiert. Ein kleiner Teil des Unternehmens mit etwa 200 Mitarbeitern wurde 1993 vom IBM-Konzern übernommen.

## Gebäude und heutige Nutzung

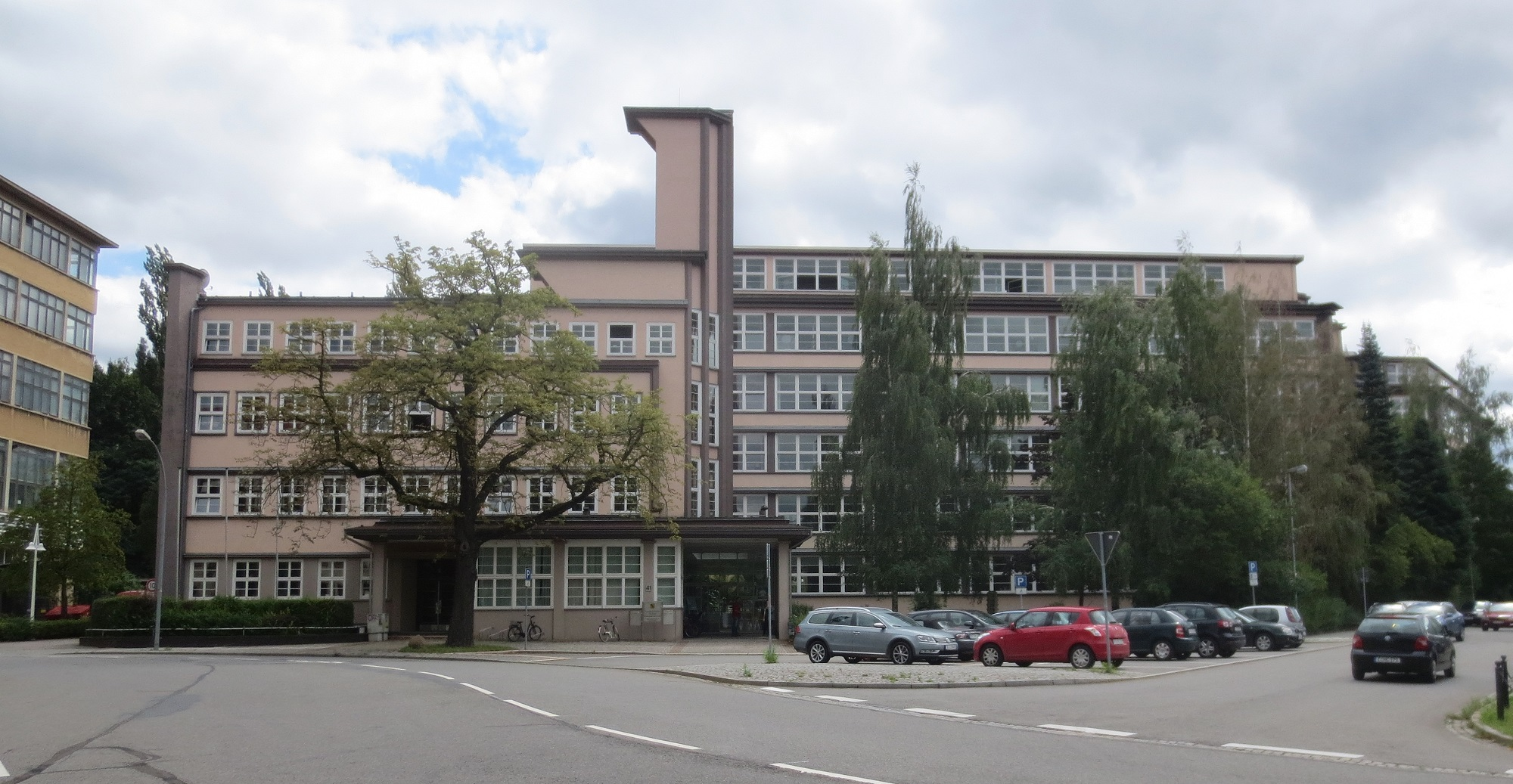
Ehemaliges Gebäude der Astrawerke AG in Chemnitz-Altchemnitz

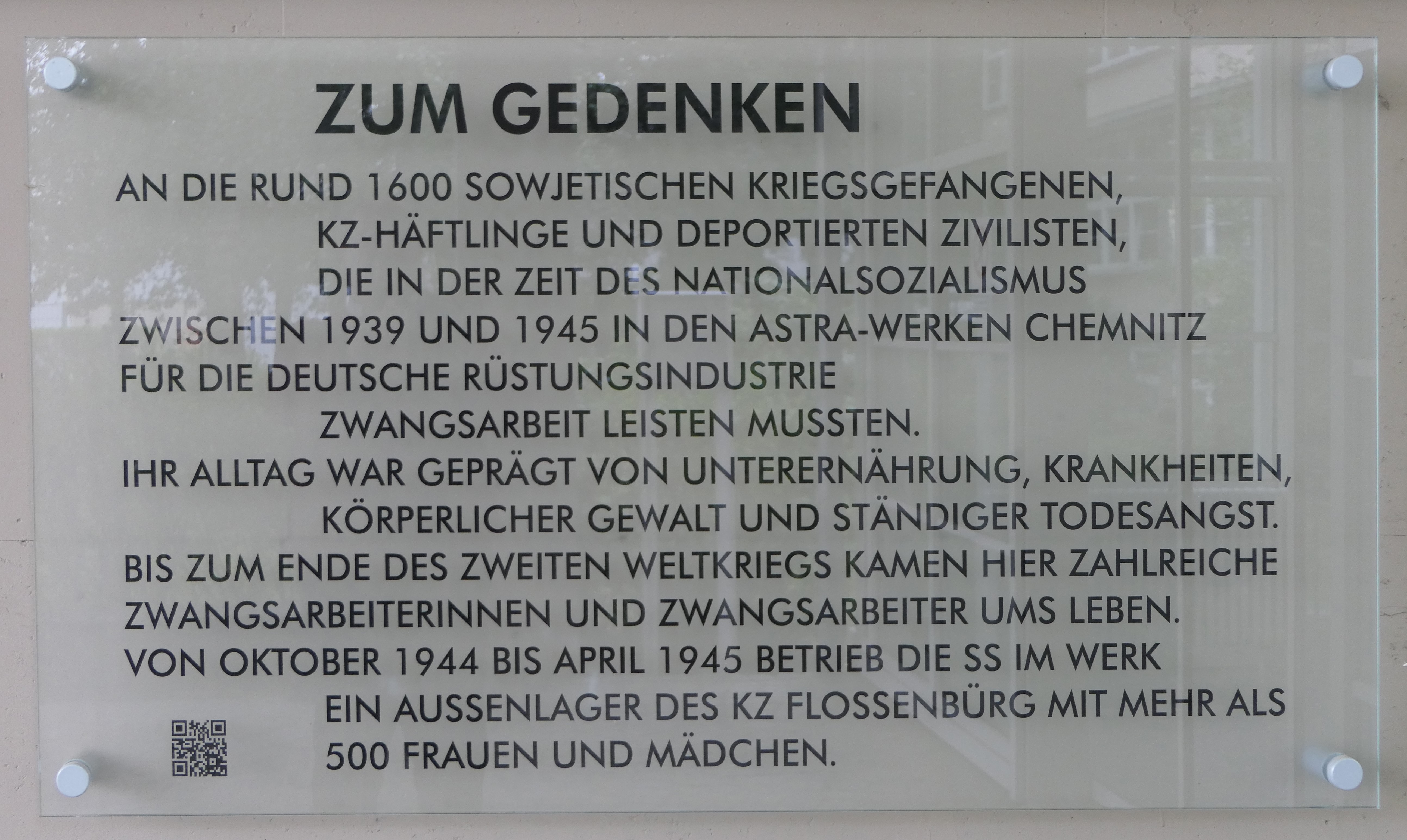
Gedenktafel für sowjetische Zwangsarbeiter am Hauptgebäude Altchemnitzer Straße 41

Das Gebäude an der Altchemnitzer Straße wurde 1928–1929 nach Entwurf des Chemnitzer Architekten Willy Schönefeld im Stil des Neuen Bauens errichtet und 1937/1938 erweitert. Der Komplex besteht aus einem hufeisenförmig angelegten, fünf- bis sechsgeschossigen Fertigungstrakt sowie einem vorgelagerten viergeschossigen Verwaltungstrakt mit horizontal gegliederter Putzfassade und markantem Turm. Während ein Teil der rückwärtigen Gebäude in den 1990er Jahren abgerissen wurde, um Freiflächen und Parkplätze zu schaffen, wurde das unter Denkmalschutz stehende Verwaltungsgebäude aufwändig restauriert und ist heute Dienstsitz der Landesdirektion Sachsen.